# 폴 블레어 (야구인)
폴 L. D. 블레어(영어: Paul L. D. Blair, 1944년 2월 1일~2013년 12월 26일)는 미국의 프로 야구 선수이자 코치이다. 1964년부터 1980년까지 메이저 리그 베이스볼(MLB)의 볼티모어 오리올스, 뉴욕 양키스, 신시내티 레즈, 뉴욕 양키스에서 뛰었으며, 네 차례 아메리칸 리그(AL) 페넌트 우승과 1966년과 1970년 두 차례 월드 시리즈 우승을 차지한 볼티모어 오리올스 왕조의 중견수로 가장 잘 알려져 있다.
두 차례 올스타로 선정된 블레어는 1969년부터 1975년까지 7회 연속 수상을 포함해 총 8회 골드글러브를 수상했다. 당대 최고의 수비력을 가진 외야수 중 한명으로서, 넓은 수비범위와 타구를 쫓아가는 데 있어 뛰어난 능력을 가졌다. 1984년에 볼티모어 오리올스 명예의 전당에 헌액되었다.